# Macaranga winkleriella
Macaranga winkleriella är en törelväxtart som beskrevs av Timothy Charles Whitmore. Macaranga winkleriella ingår i släktet Macaranga och familjen törelväxter. Inga underarter finns listade i Catalogue of Life.